# Gelasi II
|  | Per a altres significats, vegeu «Gelasi II de Cesarea». |

Gelasi II —de nom Giovanni Coniulo— (Gaeta, ? -Cluny, 28 de gener de 1119) va ser papa de Roma del 1118 al 1119. Procedent d'una família noble, va iniciar la seva carrera a l'Església com a monjo a l'Abadia de Montecassino, on va romandre fins que Urbà II el va nomenar diaca de Santa Maria a Cosmedir, posició des de la qual va exercir com a canceller fins a la seva elecció el 24 de gener de 1118.
La seva elecció va provocar que Cencio Frangipani, representant de l'emperador Enric V, intentant tornar a la pràctica anterior d'influir en l'elecció dels pontificis, raptés Gelasi i el mantingués empresonat fins que un aixecament popular li va permetre ser alliberat.
Això va fer que Enric V es dirigís a Roma, cosa que va provocar la fugida del Papa, que va trobar refugi en la seva ciutat natal, mentre que l'emperador, negant-se a reconèixer-lo, va fer nomenar papa el portuguès Maurici, arquebisbe de Braga, que va prendre el nom de Gregori VIII.
En el seu refugi de Gaeta, el papa Gelasi va ser consagrat pontifici el 10 de març del 1118, prenent com a primera ordre l'excomunió d'Enric V i de l'antipapa Gregori VIII.
El juliol, amb ajuda normanda i aprofitant que l'emperador havia tornat a Alemanya, Gelasi va intentar tornar a Roma, on es va trobar de nou amb Fragipani, que el va exiliar a França, on va presidir un sínode a Viena. La seva pretensió de reunir un concili va ser avortada per la seva mort a Cluny el gener de 1119, on fou enterrat a l'abadia.